# 文清
文清（ぶんせい、生没年不詳）は、室町時代中期、15世紀中頃に活躍した水墨画家。

## 経歴
その作品に「文清」という朱文の方印が押されているが、一条兼良と親交があった大徳寺関係者ということ以外に経歴などは全く不明である。狩野永納著『本朝画印』では、如拙と混同されている。また、李氏朝鮮の水墨画の影響を受けた作風が見られ、韓国国立中央博物館所蔵の『楼閣山水図』に「文清」印が押されていることから、朝鮮半島出身説まで存在していた。しかし、印章や様式の詳細な検討から、上記の『楼閣山水図』を始めとした諸作品は「文清」印の「月」が一画足りず、大徳寺と関わりがあったらしい文清とは別人である。
代表的なものに享徳元年（1452年）の養叟宗頤自賛が入った『養叟宗頤像』（大徳寺蔵）、長禄元年（1457年）の存畊祖黙賛が入った『維摩居士像』（大和文華館蔵）、年代不明なものの一条兼良・瑞渓周鳳両人の賛が入った『湖山図』（『山水図』とも。正木美術館蔵）などが知られ、他に『山水図』（ボストン美術館蔵）なども著名である。